# Super Monkey Ball 2
Super Monkey Ball 2 est un party game développé par Amusement Vision et édité par Sega, sorti en 2002 sur GameCube. C'est la suite de Super Monkey Ball.
Super Monkey Ball 2 est sorti sur iPod Touch, iPad et iPhone toutes générations en fin d'année 2009.

## Système de jeu
Dans Super Monkey Ball 2, le joueur doit bouger une plate-forme pour faire rouler une balle (contenant un singe) jusqu'à un but précis en évitant les obstacles. Le joueur peut débloquer des mini-jeux comme la boxe, le billard ou le golf, jouable en multijoueur.

## Accueil
- Jeux Vidéo Magazine : 16/20[1]
- Jeuxvideo.com : 15/20[2]